# يوجين أيكمن
يوجين أيكمن (بالفنلندية: Eugen Ekman)‏ هو لاعب جمباز فني فنلندي، ولد في 27 أكتوبر 1937 في فآسا في فنلندا.

## وصلات خارجية
- يوجين أيكمن على موقع اللجنة الأولمبية الدولية (الإنجليزية)
- يوجين أيكمن على موقع أوليمبيديا (الإنجليزية)